# 里尔佛兰德站
里尔佛兰德站（法語：Gare de Lille Flandres）是法國國家鐵路城際和區域鐵路的終點之一，位於法國里爾市中心，原名為「里爾站」。里爾站於1842年開幕，並在1993年更名為里爾佛兰德站，以区分新建成的里尔欧洲站。里爾佛兰德站與里爾歐洲站之間有一條500米的通道，並連接里爾地鐵。
里爾佛兰德站由萊昂斯·雷諾和悉尼·邓尼特所設計，建設於1869年，1892年完工。巴黎北站部分材料在19世紀末在里爾重組，包括一個大時鐘。

## 位置
里尔佛兰德站位于里尔市区偏东，车站大致呈东西走向，是一个尽头式车站，仅东侧有铁路连接。
除SNCF外，比利時國家鐵路也經營里爾佛兰德站至 比利时境内主要城市路線。

## 停靠线路
以下列车线路在里尔佛兰德站停靠：
| 里尔佛兰德站列车线路表        |          |                             |                               |              |
| 线路                          | 车种     | 上一站                      | 下一站                        | 大致运行频率 |
| 巴黎—里尔                     | TGV      | 巴黎北/阿拉斯               | （终点）                      | 每天9趟左右  |
| 巴黎—图尔宽                   | TGV      | 巴黎北                      | 鲁贝                          | 每天1~2趟    |
| 马赛—里尔                     | TGV      | 杜埃                        | （终点）                      | 每天1趟      |
| 波尔多—里尔                   | TGV      | 杜埃                        | （终点）                      | 每天1趟      |
| 米卢斯—里尔                   | TGV      | 戴高乐机场                  | （终点）                      | 每天1趟      |
| 里尔—敦刻尔克                 | TER      | （起点）                    | 佩朗西/阿尔芒蒂耶尔/涅普      | 每天15趟左右 |
| 里尔—圣奥梅尔/加来            | TER      | （起点）                    | 阿尔芒蒂耶尔                  | 每天14趟左右 |
| 里尔—阿兹布鲁克               | TER      | （起点）                    | 阿尔芒蒂耶尔                  | 每天12趟左右 |
| 里尔—阿尔芒蒂耶尔             | TER      | （起点）                    | 拉马德莱娜                    | 每天8趟左右  |
| 里尔—滨海布洛涅               | TER      | （起点）                    | CHR/栋-桑甘                   | 每周3趟      |
| 里尔—贝蒂讷/圣波勒            | TER      | （起点）                    | 杜埃门/CHR/栋-桑甘/拉巴塞     | 每天25趟左右 |
| 里尔—栋-桑甘/朗斯             | TER      | （起点）                    | 杜埃门/CHR                    | 每天6~18趟   |
| 朗斯—里尔                     | TER      | 杜尔日/利贝库尔/瓦蒂尼/龙尚 | （终点）                      | 每天17趟左右 |
| 鲁昂/亚眠/阿拉斯—里尔         | TER      | 杜埃                        | （终点）                      | 每天9~16趟   |
| 圣康坦/比西尼/康布雷—里尔     | TER      | 龙尚/瑟克兰                 | （终点）                      | 每天3~10趟   |
| 杜埃/瓦朗谢讷—里尔            | TER      | 龙尚                        | （终点）                      | 每天4~7趟    |
| 里尔—瓦朗谢讷/康布雷          | TER      | （起点）                    | 蒙德泰尔/莱坎                 | 每天6趟      |
| 里尔—瓦朗谢讷                 | TER      | （起点）                    | 蒙德泰尔/莱坎/唐普勒沃        | 每天18趟左右 |
| 里尔—瓦朗谢讷                 | TER      | （起点）                    | 瓦朗谢讷                      | 每天1趟      |
| 里尔—伊尔松/沙勒维尔-梅济耶尔 | TER      | （起点）                    | 莱坎/瓦朗谢讷                 | 每天2~5趟    |
| 里尔—欧努瓦/热蒙              | TER      | （起点）                    | 蒙德泰尔/莱坎/唐普勒沃        | 每天12趟左右 |
| 里尔—图尔宽                   | TER      | （起点）                    | 克鲁瓦-瓦斯卡勒               | 每天2~8趟    |
| 里尔—科特赖克/安特卫普        | EuroCity | （起点）                    | 克鲁瓦-瓦斯卡勒/鲁贝/穆斯克龙 | 每天15趟左右 |
| 里尔—图尔奈/那慕尔            | EuroCity | （起点）                    | 勒泽讷/林桥/拜雪/弗鲁瓦耶讷   | 每天15趟左右 |
| 1. 2.                         |          |                             |                               |              |

## 配套交通

### 城际客运
里尔佛兰德站对应的大巴车上下车地点位于车站前方的道路上，主要为短途线路。途径里尔的长途汽车线路主要停靠里尔欧洲站。
此外，当某条铁路线施工或罢工时，SNCF也会提供途径该线路沿途站点的大巴车。

### 城市公共交通
| iLeVIA里尔佛兰德站附近的市内公共交通线路 |                    |                                                                   |
| 车站名称                                 | 位置               | 停靠线路                                                          |
| Gare Lille Flandres                      | 里尔佛兰德站地下   | - 里尔地铁1号线、里尔地铁2号线 - 里尔有轨电车R线、里尔有轨电车T线 |
| Gare Lille Flandres                      | 里尔佛兰德站正门口 | 10路、51路、56路、86路、88路、91路、L91路                         |
| 1.                                       |                    |                                                                   |

## 临近车站
| 里尔佛兰德站（Gare de Lille-Flandres）                                                                                              |                     |                                                   |
| 上行车站 | 线路                | 下行车站                                          |
| 里尔杜埃门站←（里尔－阿布维尔铁路）↖ 龙尚站←（主线）↖ 阿拉斯站←（联络线）↖ 上皮卡第TGV站←（正线）↙（法国高速铁路北线）←（联络线）↙⇐ | 巴黎－里爾鐵路      | （终点）                                          |
| （起点） | 里尔—莱丰蒂内特铁路 | 拉马德莱娜站                                      |
| （起点） | 里尔－蒂永维尔铁路  | ⇒↗（里尔—拜雪铁路）→勒泽讷站 ↘（正线）→蒙德泰尔站 |
| - 注："⇐"或"⇒"为共线路段；灰色字体为非本线车站或路段。本表仅显示运营中的线路及车站                                                  |                     |                                                   |

## 外部連結
维基共享资源上的相關多媒體資源：里尔佛兰德站
- Timetables TER Nord-Pas-de-Calais （页面存档备份，存于） （法文）
- Official website SNCB/NMBS（页面存档备份，存于）